# Szubin
Szubin (in tedesco Schubin) è un comune urbano-rurale polacco del distretto di Nakło, nel voivodato della Cuiavia-Pomerania.
Ricopre una superficie di 332,09 km² e nel 2006 contava 22 691 abitanti.

## Società

### Evoluzione demografica
| Descrizione                          | Totale  | Totale | Donne   | Donne | Uomini  | Uomini |
| ------------------------------------ | ------- | ------ | ------- | ----- | ------- | ------ |
| individuo                            | persone | %      | persone | %     | persone | %      |
| popolazione                          | 22 907  | 100    | 11 628  | 50,8  | 11 279  | 49,2   |
| densità di popolazione (mieszk./km²) | 69,0    | 69,0   | 35,0    | 35,0  | 34,0    | 34,0   |

## Villaggi
Oltre al villaggio omonimo di Szubin, il comune di Szubin comprende gli insediamenti di Ameryczka, Bielawy, Brzózki, Chobielin, Chomętowo, Chraplewo, Ciężkowo, Dąbrówka Słupska, Drogosław, Gąbin, Głęboczek, Godzimierz, Grzeczna Panna, Jeziorowo, Kołaczkowo, Koraczewko, Kornelin, Kowalewo, Królikowo, Łachowo, Mąkoszyn, Małe Rudy, Nadjezierze, Nadkanale, Niedźwiady, Olek, Pińsko, Podlaski, Retkowo, Rynarzewo, Rzemieniewice, Samoklęski Duże, Samoklęski Małe, Skórzewo, Słonawy, Słupy, Smarzykowo, Smolniki, Stanisławka, Stary Jarużyn, Suchy Pies, Szaradowo, Szkocja, Szubin-Wieś, Trzciniec, Tur, Wąsosz, Wojsławiec, Wolwark, Wrzosy, Wymysłowo, Zalesie, Zamość, Zazdrość, Żędowo, Zielonowo e Żurczyn.

## Galleria d'immagini

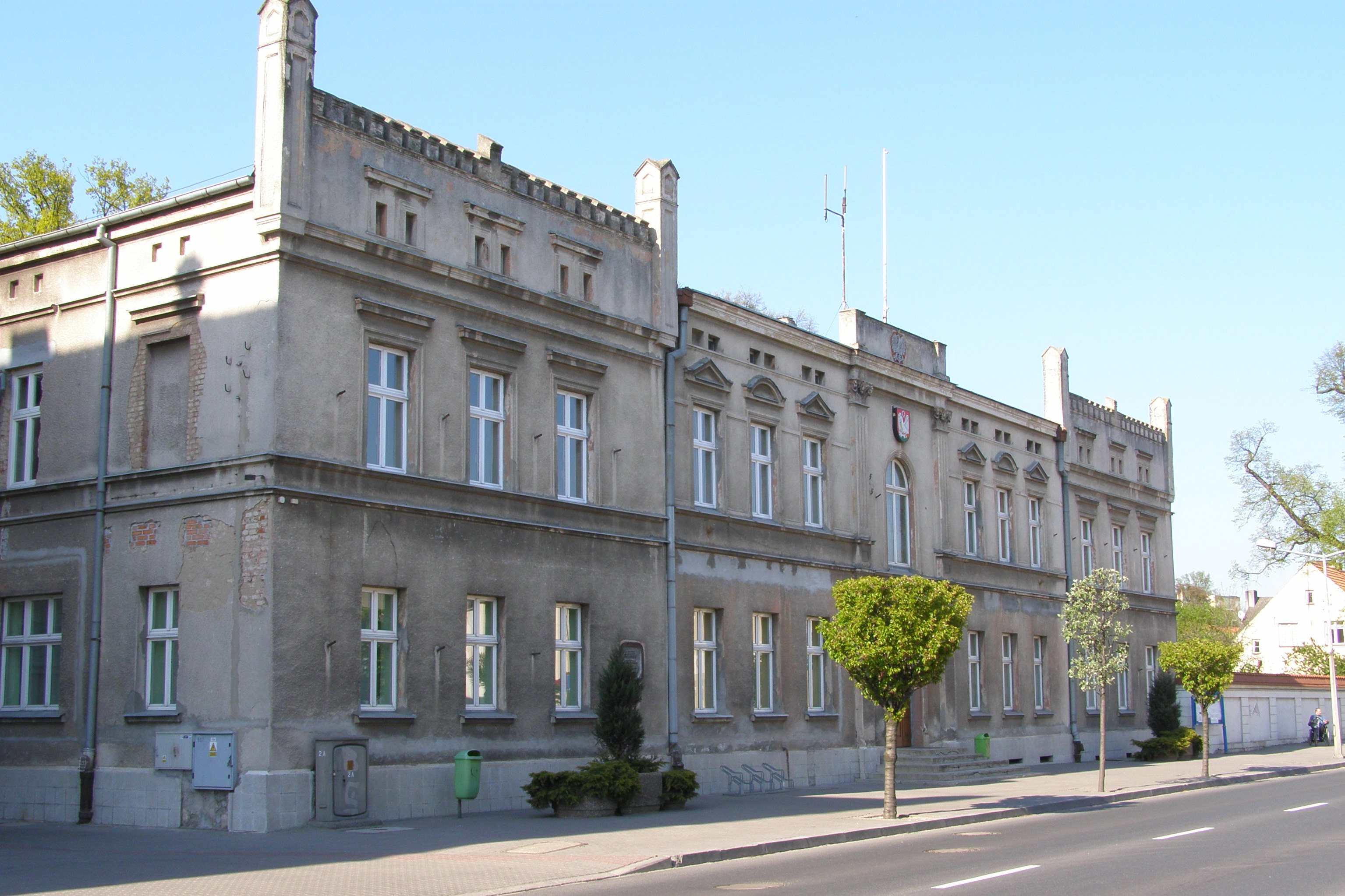
Consiglio comunale
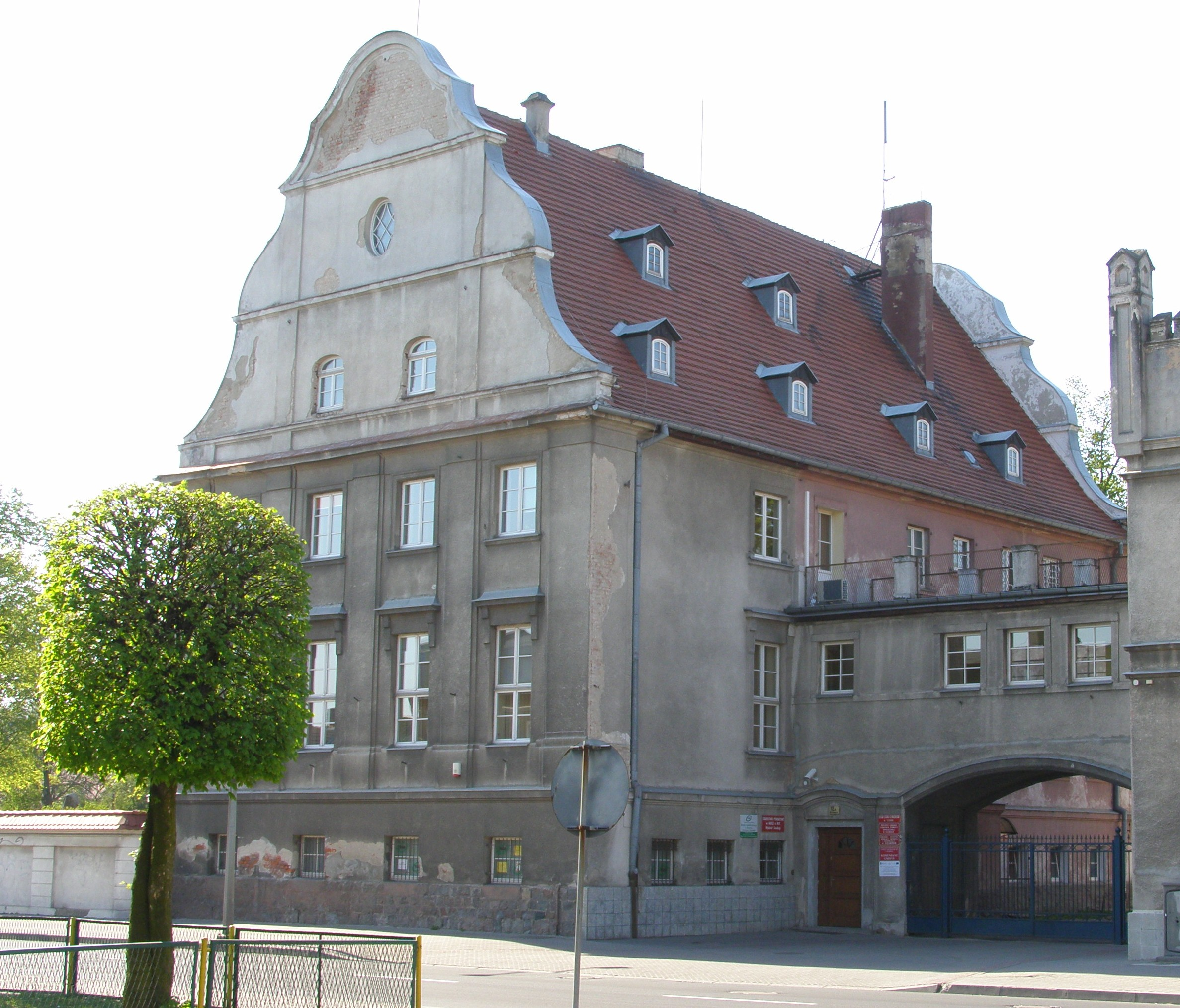
Ufficio del registro
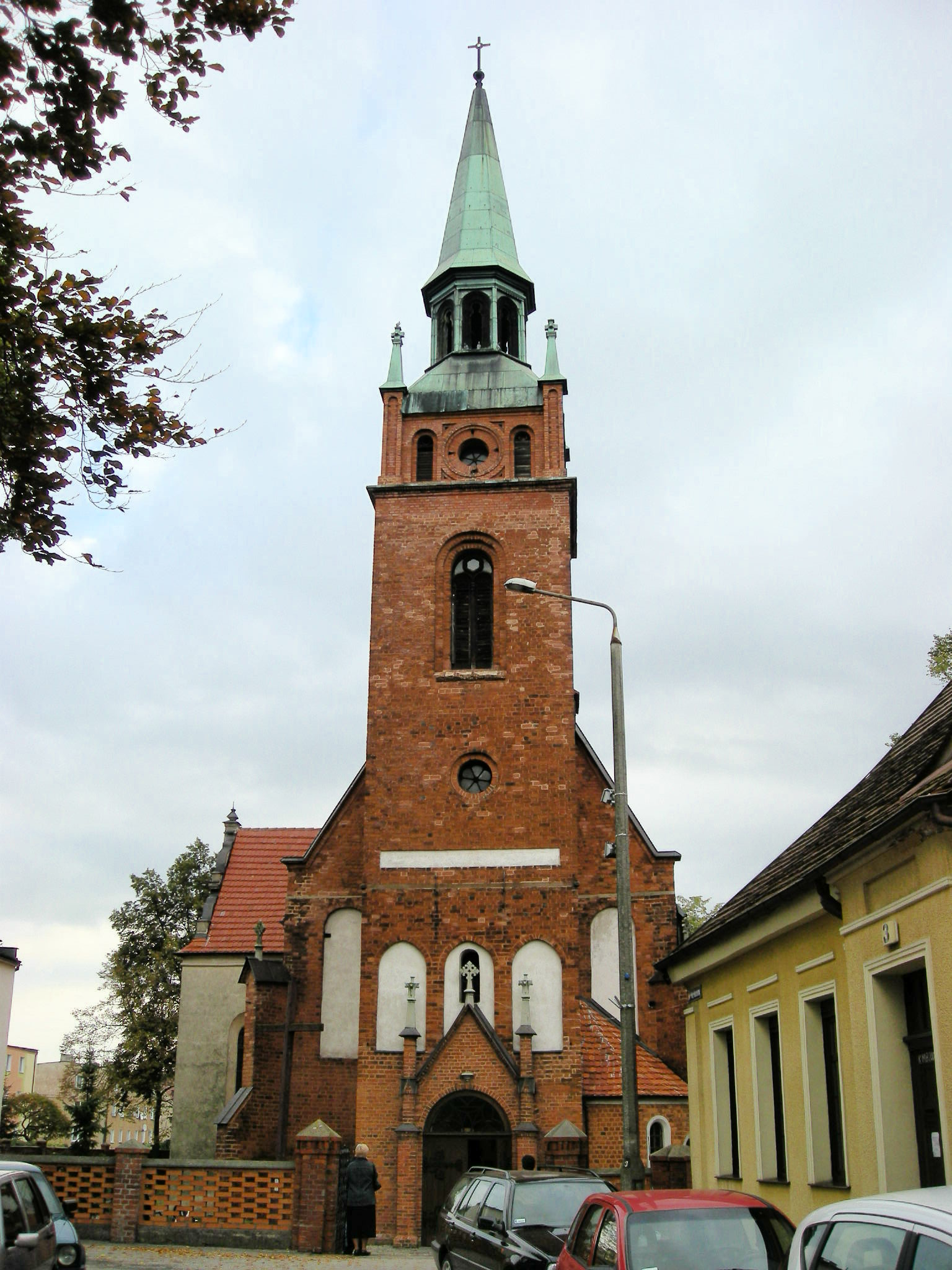
Chiesa di san Martino
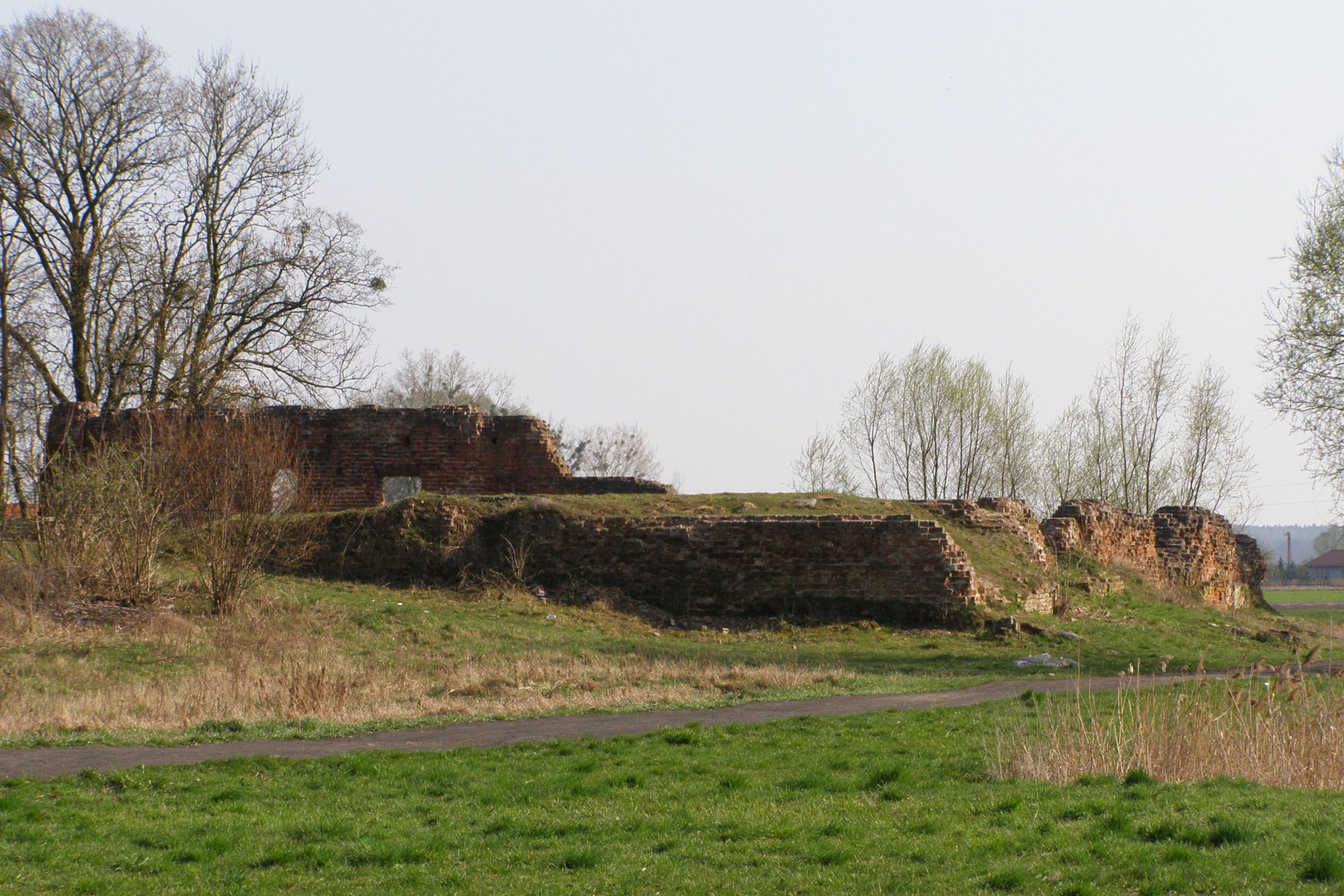
Ruderi del castello
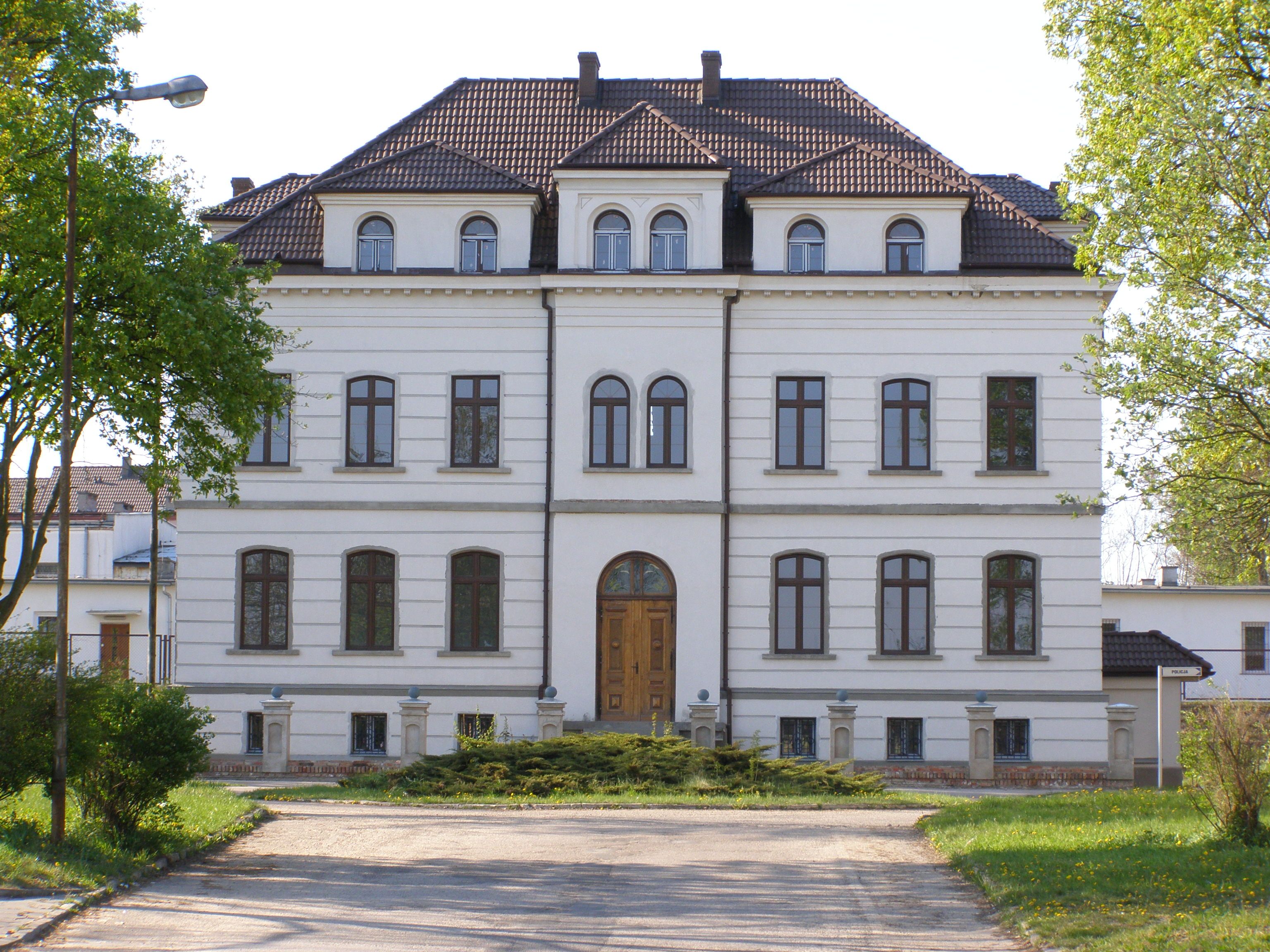
Edificio amministrativo dei campi di prigionia nazisti Oflag 64 e Stalag XXI-B
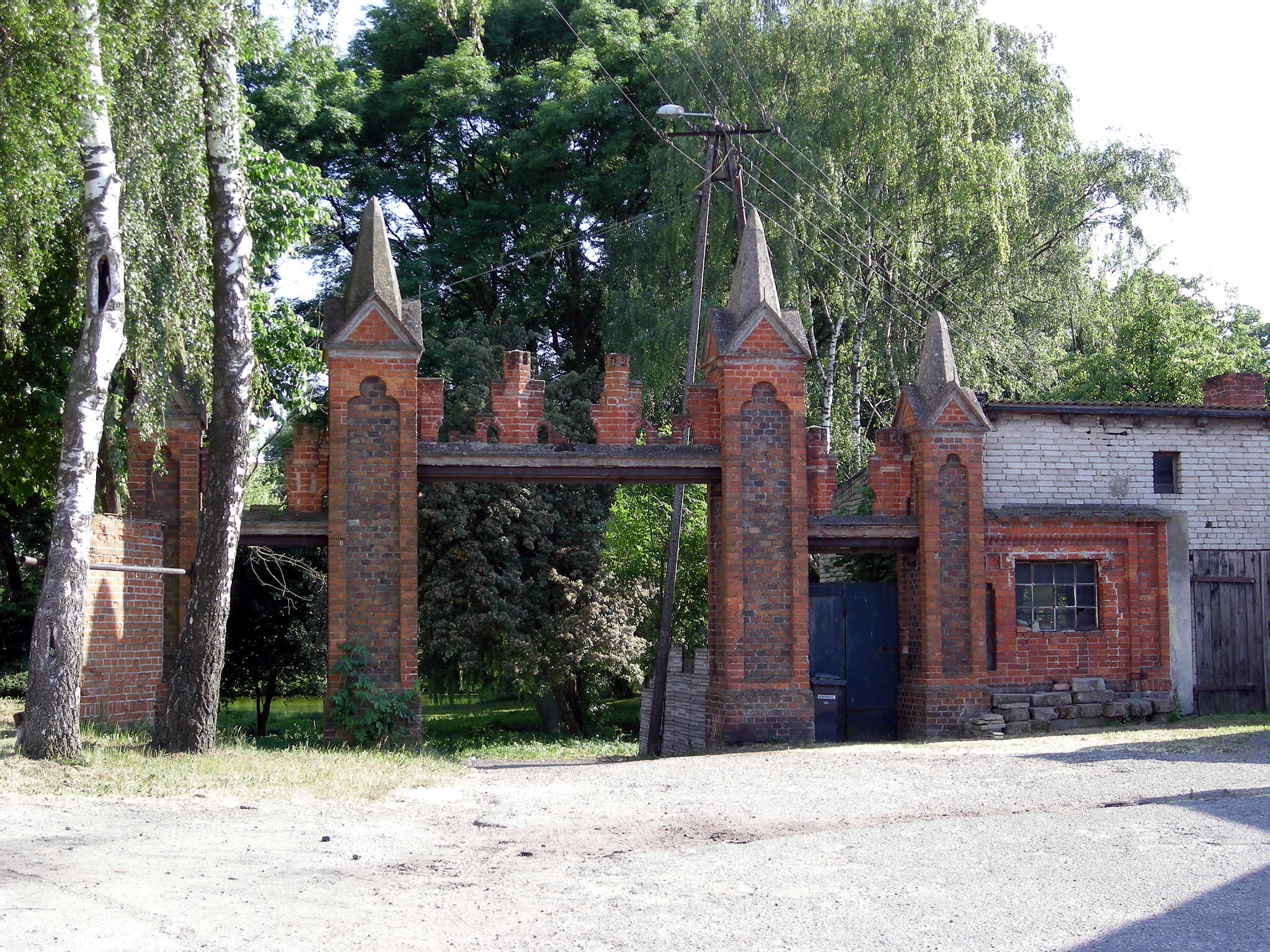
Cancello neogotico di Królikowo